# Saint-Martin-Lacaussade
Saint-Martin-Lacaussade és un municipi francès, situat al departament de la Gironda i a la regió de la Nova Aquitània. És un dels municipis situats al País Gavai o Gavacheria, que tot i trobar-se geogràficament a Occitània és de parla oïl (saintongesa)

## Demografia
| 1962                                       | 1968 | 1975 | 1982 | 1990 | 1999 | 2007 |
| ------------------------------------------ | ---- | ---- | ---- | ---- | ---- | ---- |
| 568                                        | 588  | 595  | 791  | 798  | 856  | 992  |
| Des de 1962: població sense dobles comptes |      |      |      |      |      |      |

## Administració
| Període   | Identitat           | Partit |
| --------- | ------------------- | ------ |
| 1966-1971 | André Clerc         |        |
| 1971-2008 | Jacques Narbonne    |        |
| 2008-     | Bernard Margueritte |        |